# Monahans
Monahans is een plaats (city) in de Amerikaanse staat Texas, en valt bestuurlijk gezien onder Ward County en Winkler County.

## Demografie
Bij de volkstelling in 2000 werd het aantal inwoners vastgesteld op 6821.
In 2006 is het aantal inwoners door het United States Census Bureau geschat op 6392, een daling van 429 (-6,3%).

## Geografie
Volgens het United States Census Bureau beslaat de plaats een oppervlakte van
64,3 km², geheel bestaande uit land. Monahans ligt op ongeveer 799 m boven zeeniveau.

## Plaatsen in de nabije omgeving
De onderstaande figuur toont nabijgelegen plaatsen in een straal van 32 km rond Monahans.

## Geboren in Monahans
- Kathy Whitworth (1939-2022), golfster